# Don John

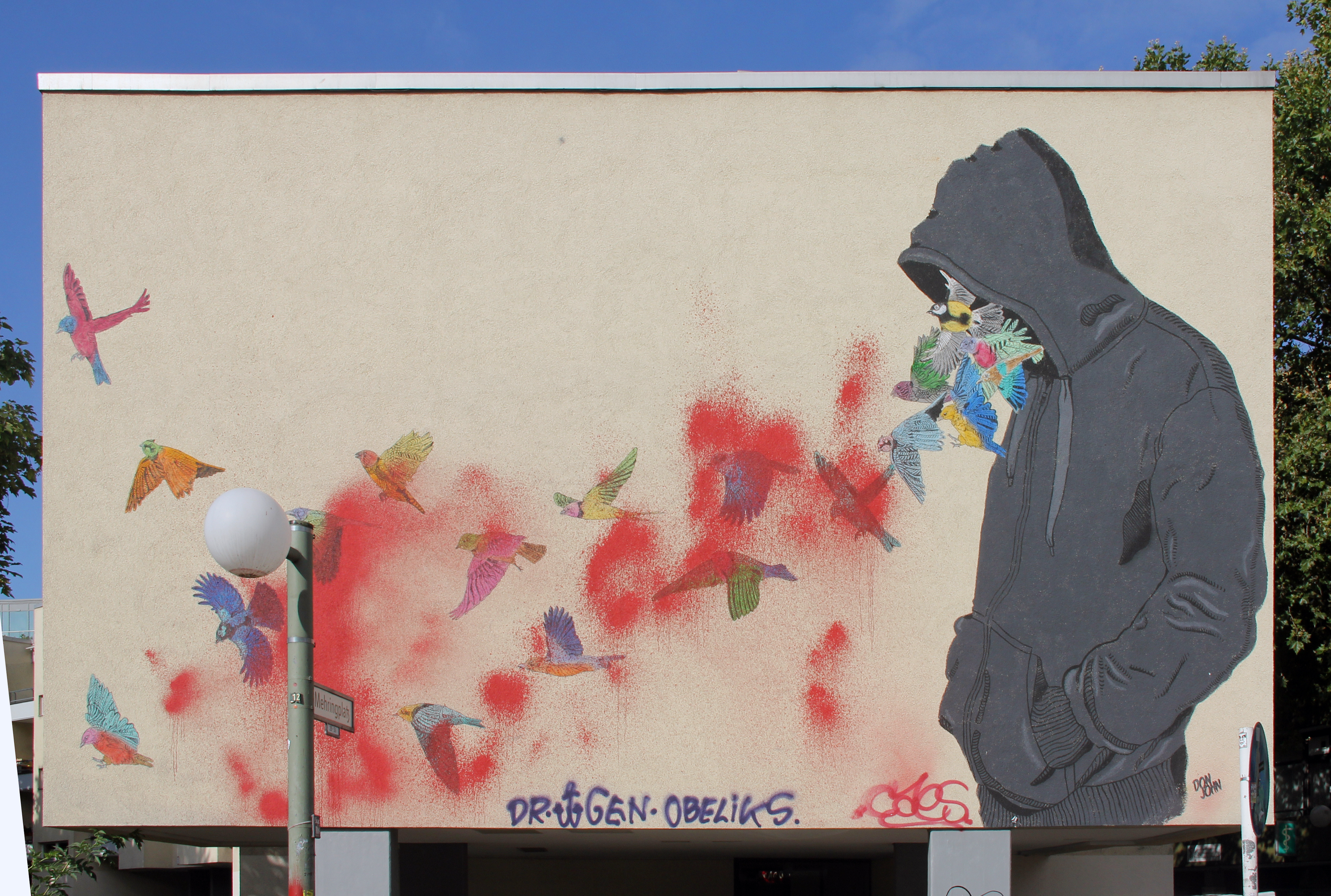
Mittlerweile mit roten Farbbeuteln vandaliertes Werk Hoodie Birds (2014) am Berliner Mehringplatz, 2017

Don John (* 1981) ist ein dänischer Streetart-Künstler. Er wurde mit seinen großflächigen Murals an Giebelwänden in verschiedenen dänischen Städten sowie in Berlin, Hamburg und Reykjavík bekannt. Daneben tritt er weltweit bei Ausstellungen in Erscheinung.

## Leben
Don John wuchs in einer Kleinstadt auf der dänischen Insel Fünen auf.

## Wirken
Ein Thema, welches das Werk Don Johns durchzieht, sind die Beziehungen und Interaktionen zwischen Mensch und Tier sowie deren Transformation. Don Johns bevorzugte Techniken sind Stencils und Linolschnitt. Seine Leidenschaft sind großflächige Graffiti-Werke auf der Straße.
Viele seiner Werke sind in Dänemark zu sehen. So gestaltete er u. a. in Odense das Mural H.C. Andersen (2013), welches das Gesicht des wohl bekanntesten Kindes der Stadt, des Märchenerzählers Hans Christian Andersen, in stilisierter Form darstellt. Das Werk Creativity is Freedom (2014) ist im Rentemestervej im Kopenhagener Stadtteil Bispebjerg weithin sichtbar. Ein weiterer geografischer Schwerpunkt von Don John ist Berlin. Dort am Mehringplatz im Ortsteil Kreuzberg gestaltete er u. a. im Rahmen des Projekts „One Wall“ von Urban Nation das bekannte Werk Hoodie Birds (2014): Es stellt eine Person in einem dunklen Kapuzenpullover dar, die ihre Hände in den Taschen vergräbt; aus dem nicht zu erkennenden Gesicht entfliegen bunte Vögel. Das Werk wurde später durch rote Farbbeutel vandaliert.

## Ausstellungen

### Einzelausstellungen
- Rocket gallery, München, 2008
- Luncmoney Gallery, Aarhus, 2011
- Galleri Væg, Aalborg, 2015

### Gruppenausstellungen
- Famous when dead gallery, Melbourne, 2009
- Artaq, Lyon, 2011
- Urban Nation, Berlin, 2015